# Dövranlı
Dövranlı è un comune dell'Azerbaigian situato nel distretto di Göyçay.